# COVID-19 в Кирибати
В статье описывается распространение новой коронавирусной инфекции COVID-19 в Кирибати, вызываемой коронавирусом SARS-CoV-2, а также последствия пандемии COVID-19 для Кирибати.

## Предыстория
12 января 2020 года Всемирная организация здравоохранения (ВОЗ) подтвердила, что новый коронавирус стал причиной респираторного заболевания у группы людей в городе Ухань, провинция Хубэй, Китай, о чём было сообщено в ВОЗ 31 декабря 2019 года.
Коэффициент летальности от COVID-19 намного ниже, чем от SARS 2003 года, но передача была значительно выше, со значительным общим числом погибших.

## Хронология

### Февраль 2020 года
1 февраля правительство Кирибати приостановило выдачу всех виз из Китая и потребовало от вновь прибывших заполнить медицинскую форму, а путешественников из стран с коронавирусом — пройти период самоизоляции. Несмотря на отсутствие случаев заболевания, 28 марта президент Танети Маамау объявил чрезвычайное положение.

### Сентябрь 2020 года
10 сентября правительство объявило, что будет держать границы закрытыми до конца года, чтобы защитить страну от вируса. Будут сделаны некоторые исключения, включая репатриацию, гуманитарные полеты и транспортировку предметов первой необходимости в страну. Группа из 20 жителей Кирибати на Маршалловых островах — первая репатриированная группа.

### Ноябрь 2020 года
19 ноября правительство репатриировало 62 гражданина, которые с февраля застряли за границей, чартерным рейсом авиакомпании Fiji Airways. По прибытии жители должны пройти 14-дневный обязательный карантин в Бикенибеу, Тарава.

### Май 2021 года
К 15 мая Кирибати репатриировала 1400 граждан, оказавшихся за границей, без случаев заражения. Пандемия привела к потере работы моряков Кирибати из-за требования предоставить отрицательный результат ПЦР для возвращения на работу и отсутствия машины для проведения тестов в Кирибати.
18 мая президент Кирибати Танети Маамау объявил о первом случае заражения: местный моряк вернулся из Папуа-Новой Гвинеи на корабле, помещенном на карантин в порту Бетио. Два дня спустя на том же корабле был обнаружен второй положительный случай заболевания. В тот же день был введен комендантский час. 25 мая программа репатриации была приостановлена в связи со случаями заражения. Министр здравоохранения Кирибати д-р Тинте Итинтеанг сообщил, что второй рыбак выздоровил.

## Вакцинация против COVID-19
По состоянию на 21 мая 2021 года Кирибати является одной из последних стран, не начавших кампанию вакцинации. Поддержка доступа к вакцинам из Австралии обсуждается. Кирибати является подходящей страной для участия в программе COVAX, и ожидается, что она получит 48 000 доз вакцины AstraZeneca. 25 мая 2021 года Кирибати получил первые 24000 доз вакцины AstraZeneca через COVAX.

## Статистика

### Случаи заражения по островам
| Остров | Случаи | Летальные исходы | Примечания   |
| ------ | ------ | ---------------- | ------------ |
| Тарава | 2      | 0                | [ 1 ] [ 14 ] |
| Общий  | 2      | 0                |              |